# パウル・マイゼン
パウル・マイゼン（Paul Meisen, 1933年10月19日 - 2020年6月23日）は、ドイツのフルート奏者。

## 経歴
ハンブルク生まれ。13歳の時にヨハネス・ローレンツにフルートを学び、デトモルト音楽院に進学してクルト・レーデルの薫陶を受けた。またチューリヒでアンドレ・ジョネにも師事した。
1951年からカールスルーエ歌劇場のフルート奏者となり、1953年からハンブルク・フィルハーモニー管弦楽団の首席フルート奏者に転じ、1972年まで在任した。1960年にはミュンヘン国際音楽コンクールのフルート部門で優勝し、1962年から翌年までバイエルン国立管弦楽団の首席フルート奏者を兼任した。1972年から母校のデトモルト音楽院で後進の指導に当たり、1981年にミュンヘン音楽院の教授となった。1996年にミュンヘンでの職を辞し、1996年から2002年まで東京芸術大学の客員教授を務めた。
2020年6月23日に死去。86歳没。